# Чембра
Чембра (італ. Cembra) — колишній муніципалітет в Італії, у регіоні Трентіно-Альто-Адідже,  провінція Тренто. З 1 січня 2016 року Чембра є частиною новоствореного муніципалітету Чембра-Лізіньяго.
Чембра розташована на відстані близько 490 км на північ від Рима, 16 км на північний схід від Тренто.
Населення — 1823 особи (2014).
Щорічний фестиваль відбувається 16 серпня. Покровитель — святий Рох.

## Демографія
Населення за роками:

Станом на 31 грудня 2014 року в муніципалітеті офіційно проживало 180 іноземців з 21 країни, серед них 25 громадян країн Євросоюзу та 4 громадяни України.

## Сусідні муніципалітети
- Альб'яно
- Альтавалле
- Джово
- Лізіньяго
- Лона-Лазес
- Салорно
- Сегонцано